# لين ماي
لين ماي (بالإسبانية: Lyn May)‏ هي ممثلة مكسيكية، ولدت في 12 ديسمبر 1952 في المكسيك.

## وصلات خارجية
- لين ماي على موقع IMDb (الإنجليزية)
- لين ماي على موقع قاعدة بيانات الفيلم (الإنجليزية)